# Martin Van Kerrebroeck
Martin Cyriel Van Kerrebroeck (Eeklo, 20 januari 1958 - Aalst, 25 juni 2021) was een Belgische meubelmaker, politicus en acteur. Hij was een van de eerste totaalweigeraars in België in 1977.

## Biografie
Martin Van Kerrebroeck groeide op in een gezin van drie te Ronse. Hij studeerde eerst Toneel te Gent en vervolgens Sociaal-Kultureel Werk (SKW) te Kortrijk en was in die tijd ook actief als acteur. Door de hetze rond het weigeren van zijn van de legerdienst kon hij als acteur moeilijker aan de slag en begon het cafe Libertad te Leuven. Vanhieruit werden er vele acties ondernomen, ook door de vereniging On-Kruit.
Toen Van Kerrebroeck als totaalweigeraar rond 1981 onderdook in Amsterdam, liet hij het cafe over. Van Kerrebroeck leefde er als kraker en schoolde zich om tot meubelmaker. Hij verbleef er tot 1989 waarna hij zich in Loonbeek vestigde als meubelmaker. Hij werkte de opleiding SCW aan de sociale school te Heverlee af alwaar hij in 2002 afstudeerde. In 2003 kreeg hij eerherstel ter gelegenheid van het 10-jarige koningschap van Koning Albert II. In 1979 lag hij ook aan de basis van de  antimilitaristische actiegroep On-kruit.
Van Kerrebroeck was getrouwd en gescheiden. In een latere relatie kreeg hij 1 zoon in 2004. Bij een aorta-operatie in 2010 raakte hij parapleeg als gevolg van een dwarslaesie. Even voor zijn verhuis naar Poesele in 2017, hertrouwde hij. 
Hij overleed aan de gevolgen van een operatie in het ziekenhuis van Aalst. 

### Politiek
Van Kerrebroeck was actief bij Groen! en zetelde als raadslid voor die partij in de gemeenteraad van Huldenberg van 2007 tot 2017.

### Acteur (selectie)
- Voorjaarsontwaken (1976) als Ernst Lammermeier, verfilming van het stuk van Frank Wedekind
- Wierook en tranen (1977) als soldaat, verfilming van het boek van Ward Ruyslinck[9][10]
- Martin (2013) eindwerk Narafi[11]